# P.N.Patti
P.N.Patti là một thị xã panchayat của quận Salem thuộc bang Tamil Nadu, Ấn Độ.

## Nhân khẩu
Theo điều tra dân số năm 2001 của Ấn Độ, P.N.Patti có dân số 23.268 người. Phái nam chiếm 52% tổng số dân và phái nữ chiếm 48%. P.N.Patti có tỷ lệ 63% biết đọc biết viết, cao hơn tỷ lệ trung bình toàn quốc là 59,5%: tỷ lệ cho phái nam là 72%, và tỷ lệ cho phái nữ là 54%. Tại P.N.Patti, 12% dân số nhỏ hơn 6 tuổi.